# 전종진
전종진(1972년 8월 6일 ~)은 삼성 라이온즈의 전 야구 선수다. 경북고등학교를 졸업했다.

## 같이 보기
- 1992년 삼성 라이온즈 시즌